# Juriques
Juriques är en vulkan i Bolivia, på gränsen till Chile.
Toppen på Juriques är 5 704 meter över havet.
Den högsta punkten i närheten är Licancábur, 5 898 meter över havet, 4,8 km väster om Juriques.
Trakten runt Juriques är ofruktbar med lite eller ingen växtlighet.